# خافيير
خافيير هو لاعب كرة قدم برتغالي، ولد في 13 مارس 1983 في فافي في البرتغال. لعب مع AD Fafe ‏.